# جان هاوس
جان هاوس (بالإنجليزية: Jean Hawes)‏ هي مسيرة رياضية بريطانية، ولدت في 16 يناير 1932، وتوفيت في 16 أكتوبر 2008.